# Sigma Sculptoris
Sigma Sculptoris (σ Scl / σ Sculptoris / HD 6178 / HR 293) es una estrella situada en la constelación de Sculptor de magnitud aparente +5,51. Se encuentra a 227 años luz del Sol.
Sigma Sculptoris es una estrella blanca de la secuencia principal que, al igual que nuestro Sol, obtiene su energía de la fusión del hidrógeno. De tipo espectral A2V, tiene una temperatura efectiva de 8591 K, siendo sus características físicas similares a las de estrellas más conocidas como Sirio (α Canis Majoris) o Alfecca Meridiana (α Coronae Australis). Tiene una luminosidad 29 veces mayor que la del Sol y su radio es 2,2 veces más grande que el radio solar.
Rota a una velocidad de 79 km/s —aunque este valor es únicamente un límite inferior—, casi 40 veces más deprisa que el Sol.
Con una masa de 2,16 masas solares, ha recorrido 2/3 partes de su trayecto dentro de la secuencia principal.
Sigma Sculptoris está catalogada como estrella variable del tipo Alfa2 Canum Venaticorum. Las estrellas de esta clase, representadas por Cor Caroli (α CVn), se caracterizan por poseer campos magnéticos intensos y presentar líneas espectrales especialmente fuertes de determinados elementos químicos. El brillo de Sigma Sculptoris varía 0,03 magnitudes, no existiendo registro de ningún período.